# Liste von Persönlichkeiten der Stadt Neustrelitz

## Bürgermeister
Folgende Persönlichkeiten waren Bürgermeister oder Oberbürgermeister der Stadt Neustrelitz:
- Johann Christian (Wilhelm) Verpoorten (1721–1792) – um 1780 einer (von zwei) Bürgermeistern
- Otto Heipertz (1884–1954) – Bürgermeister von 1920 bis 1933
- Alexander Graf Stenbock-Fermor (1902–1972) – Oberbürgermeister vom 1. November bis 31. Dezember 1945
- Edith Böttcher (1921–2010) – Bürgermeisterin von 1969 bis 1978
- Rainer Günther (* 1948) – SPD, Bürgermeister von 1994 bis 2003
- Andreas Grund – parteilos, Bürgermeister seit 2003

## Ehrenbürger
Neustrelitz hat 20 Ehrenbürger, darunter
- Annalise Wagner (1903–1986), Heimatforscherin, Gründerin des Karbe-Wagner-Archivs – verliehen 1973
- Daniel Sanders (1819–1897), Sprachforscher – verliehen 1992 (posthum)
- Kurt Winkelmann (1932–1996), Theologe, Landessuperintendent – verliehen am 9. Juni 1992
- Arnold Zarft (1930–2009), Pastor – verliehen am 9. November 2004

## Söhne und Töchter der Stadt Neustrelitz

### Geboren vor 1900
- Adolph Friedrich Trendelenburg (1737–1803), Jurist, Rektor der Universität Bützow und Hofpfalzgraf
- Adolph Friedrich von Scheve (1752–1837), Jurist bei der preußischen Staatsregierung in Berlin
- Adolf Friedrich von Rochow (1758–1813), königlich preußischer Kammerherr und Gutsbesitzer
- Adolph Ludwig Karl von Scheve (1758–1831), mecklenburg-strelitzischer Kammerpräsident
- Adolf Horn (1759–1823), Verwaltungsjurist, Archivar und Diplomat
- Adolf Friedrich Nolde (1764–1813), Mediziner und Hochschullehrer
- Adolph Scharenberg (1766–1852), Maler
- Friedrich Christoph Viktor Lüder von Oertzen (1773–1853), preußischer Generalmajor
- Wilhelm Goetze (1773–1830), Arzt
- Otto von Dewitz (1780–1864), Politiker und Minister in Mecklenburg-Strelitz
- Ferdinand Ruscheweyh (1785–1846), Kupferstecher
- Wilhelm Ternite (1786–1871), Porträt- und Miniaturmaler, Lithograf
- Carl Eggers (1787–1863), Kunstmaler
- Friedrich Horn (1790–1840), Jurist und Archivar
- Adolf Goetze (1792–1868), Pädagoge und evangelisch-lutherischer Geistlicher
- Karl Horn (1794–1879), Mitgründer der Urburschenschaft in Jena
- Bernhard Horwitz (1807–1885), Schachmeister
- Carl Albert von Kamptz (1808–1870), Verwaltungsjurist und Diplomat
- Carl Wilhelm Adolph Richter (1808–1877), Arzt und 1848/50 Mitglied der Mecklenburgischen Abgeordnetenversammlung
- Eduard Nauwerck (1809–1868), Advokat und Bürgermeister von Strelitz
- Ludwig von Kamptz (1810–1884), Regierungsbeamter und Abgeordneter
- Friederike Tomasini (1810–1886), Sängerin
- Carl Prinz zu Solms-Braunfels (1812–1875), österreichisch-ungarischer Feldmarschallleutnant und Gründer der Siedlung New Braunfels in Texas
- Georg Höhn (1812–1879), Landschaftsmaler
- Alexander von Malschitzki (1814–1876), Richter und Abgeordneter
- Georg Kannengießer (1814–1900), Maler und Kunstprofessor
- Albert Wolff (1815–1892), Bildhauer
- Hermann Lingnau (1815–1885), Postreformer
- Césaire Villatte (1816–1895), Romanist und Lexikograf
- Karl von Oertzen (1816–1893), Rittergutsbesitzer, Kammerherr, Landrat und Reichstagsabgeordneter
- Carl Lingnau (1817–1891), Revolutionär und Verleger
- Benno Reinhardt (1819–1852), Arzt und pathologischer Anatom
- Friedrich Wilhelm II. (Mecklenburg) (1819–1904), Großherzog von Mecklenburg im Landesteil Mecklenburg-Strelitz
- Hermann von Scheve (1819–1884), Verwaltungs- und Justizbeamter
- Theodor Scharenberg (1820–1899), Notar
- Caroline zu Mecklenburg (1821–1876), Angehörige des Hauses von Mecklenburg-Strelitz und durch Heirat Kronprinzessin von Dänemark
- Friedrich Scharenberg (1821–1901), Forstmann
- August von Fabrice (1823–1891), Verwaltungsjurist
- Anton Wilhelm Karl von L’Estocq (1823–1913), preußischer Offizier, Ritter des Ordens Pour le Mérite
- Georg zu Mecklenburg (1824–1876), russischer General und Begründer der russischen Linie des Hauses Mecklenburg-Strelitz
- Wilhelm Riefstahl (1827–1888), Kunstmaler
- Wilhelm von Kardorff (1828–1907), Unternehmer, freikonservativer Abgeordneter im Preußischen Abgeordnetenhaus
- Heinrich Gärtner (1828–1909), Maler
- Georg Kruse (1830–1908), Schauspieler
- Georg von Fabrice (1830–1908), Verwaltungsjurist
- Wilhelm von Kankelwitz (1831–1892), Ingenieur
- Friedrich Latendorf (1831–1898), Gymnasiallehrer und Philologe
- Franz Boccius (1831–1907), Jurist und Geheimer Oberregierungsrat
- Martin Prehn (1831–1899), Ingenieur
- Hermann Ohl (1836–1914), Geistlicher, Pädagoge und Autor
- Albin Swoboda (1836–1901), österreichischer Operettensänger und Schauspieler
- Carl Piper (1837–1919), Richter, Konsistorialpräsident
- Karl Schroeder (1838–1887), Gynäkologe
- Karl Mayhoff (1841–1914), Klassischer Philologe und Gymnasialdirektor
- Georgine Galster (1841–1917), Theaterschauspielerin
- Oscar Haering (1843–1931), Buchhändler und Schriftsteller
- Cäsar Galster (1844–1917), Theaterschauspieler
- Fritz Scharenberg (1846–1916), Amtsgerichtsrat
- Kuno von Moltke (1847–1923), preußischer Generalleutnant
- Adolf Friedrich V. (1848–1914), Großherzog von Mecklenburg als Regent im Landesteil Mecklenburg-Strelitz
- Karl Kraepelin d. J. (1848–1915), Biologe, Begründer des Naturhistorischen Museums in Hamburg
- Carl Busley (1850–1928), Schiffsmaschinenbauingenieur
- Karl Rieck (1851–1932), Pädagoge und Heimatforscher
- Gerhard von Buchka (1851–1935), Reichstagsabgeordneter und Kolonialpolitiker
- Emil Cohn (1854–1944), Physiker
- Emil Kraepelin (1856–1926), Psychiater
- Carl Cohn (1857–1931), Senator in Hamburg, Politiker (DDP)
- Kuno von Pentz (1857–1936), Architekt und Baubeamter in Preußen
- Rudolf Schmalfeld (1858–1922), Sänger und Gesangspädagoge
- Hermann Thoms (1859–1931), Pharmazeut und Hochschullehrer
- August von Conring (1865–1929), Kunstmaler und Insektenkundler
- Karl Horn (1869–1942), Hauptpastor in Hamburg
- Hans Kundt (1869–1939), deutsch-bolivianischer General im Ersten Weltkrieg und im Chacokrieg
- Marie Kundt (1870–1932), Fotografin, Lehrerin und Direktorin der Photographischen Lehranstalt des Lette-Vereins Berlin
- Hans Schwaar (1870–1946), Ministerialbeamter in Mecklenburg
- Georg von Yorry (1870–1956), Offizier und Hofbeamter, letzter Hofmarschall von Mecklenburg-Strelitz
- Viktor Praefcke (1872–1962), Sanitätsoffizier, zuletzt Admiralarzt der Kriegsmarine
- Franz Gundlach (1872–1953), Politiker (DDP), Mitglied des Landtags von Mecklenburg-Strelitz
- Konrad Hustaedt (1874–1948), Heimatforscher, Kunsthistoriker und Konservator
- Max Rüh (1875; † unbekannt), Handwerker und Politiker (SPD)
- Carl-August von Bülow (1876–1946), Verwaltungsjurist, Landrat in Schwerin
- Otto Pasedag (1877–1915), Bauingenieur, Baubeamter und Ratsmitglied in Weißensee
- Marie von Mecklenburg-Strelitz (1878–1948), Mitglied des Hauses Mecklenburg-Strelitz
- Franz Stechow (1879–1929), Lagerhalter und Politiker (SPD), Mitglied im Landtag von Mecklenburg-Strelitz
- Jutta zu Mecklenburg-Strelitz (1880–1946), Mitglied des Hauses Mecklenburg-Strelitz und durch Heirat Kronprinzessin bzw. Titular-Königin von Montenegro
- Carl Friedrich Roewer (1881–1963), Pädagoge, Arachnologe und Museumsdirektor
- Otto Piper (1882–1946), Jurist und Politiker (DDP, DVP)
- Adolf Friedrich VI. (1882–1918), Großherzog von Mecklenburg im Landesteil Mecklenburg-Strelitz
- Kurt Warnekros (1882–1949), Gynäkologe
- Friedrich Behn (1883–1970), Historiker und Archäologe
- Ernst Rosenberg (1884; † unbekannt), Justizbeamter und Politiker (SPD), Abgeordneter im Landtag von Mecklenburg-Strelitz
- Paul Weiglin (1884–1958), Sachbuchautor und Zeitschriftenchefredakteur
- Margret von der Decken (1886–1965), Politikerin (CDU), Mitglied der Berliner Stadtverordnetenversammlung
- Karl Borwin zu Mecklenburg (1888–1908), Offizier
- Paul Steinmann (1888–1973), Historiker und Archivar
- Hans Runge (1892–1964), Gynäkologe und Geburtshelfer
- Ottfried von Dewitz (1892–1980), Offizier der Marine und Luftwaffe, verurteilter Kriegsverbrecher
- Ernst-August von der Wense (1899–1966), Politiker (DP), Landrat und Abgeordneter im Landtag von Niedersachsen

### Geboren ab 1900
- Hellmuth von Maltzahn (1900–1966), Goethe-Forscher und Museumsdirektor
- Paul Kretschmann (1901–1993), Bibliothekar
- Annalise Wagner (1903–1986), Heimatforscherin, Gründerin des Karbe-Wagner-Archivs
- Franz Rademacher (1906–1973), Diplomat, Leiter des „Judenreferates“ im Auswärtigen Amt
- Heinrich-Walter Bronsart von Schellendorff (1906–1944), Generalmajor im Zweiten Weltkrieg
- Hermann Stech (1907–1992), Generaldirektor der Mecklenburgischen Versicherung
- Adolf Hollnagel (1907–1975), Archäologe
- Arthur Engler (1917–1990), Politiker (CDU), Mitglied des Niedersächsischen Landtages
- Nils Nobach (1918–1985), Schlagerproduzent und -komponist
- Jesco von Puttkamer (1919–1987), Publizist und Diplomat
- Ann-Charlott Settgast (1921–1988), Schriftstellerin
- Wolfgang Heipertz (1922–2013), Chirurg, Orthopäde
- Ingeborg Voss (1922–2015), Gebrauchsgrafikerin und Zeichnerin
- Peter Schiff (1923–2014), Schauspieler und Synchronsprecher
- Alexander Karin (1925–2022), General der Nationalen Volksarmee
- Martin Schoelzgen (1926–2010), Leichtathlet
- Manfred Jacobs (1928–1994), evangelischer Theologe
- Klaus Steilmann (1929–2009), Unternehmer
- Axel Fenner (1935–2022), Pädiater
- Claus Vollers (1935–2011), Diplomat und Botschafter
- Reimund Hess (* 1935), Komponist, Musikwissenschaftler und Musikredakteur
- Klaus Dirschauer (* 1936), Theologe und Autor
- Klaus Warncke (1937–1993), Ornithologe und Entomologe
- Gunter Rambow (* 1938), Grafikdesigner und Fotograf
- Erich Happach (* 1938), Diplomingenieur und Konteradmiral
- Klaus Gehrke (* 1939), Schauspieler
- Gerhard Roewer (1939–2019), Chemiker und Hochschullehrer
- Wilfried Stern (1939–2020), Ingenieur, Autor und Politiker (NDPD)
- Klaus Aeffke (* 1940), Ruderer
- Heiko Bewermeyer (* 1940), Facharzt für Neurologie
- Klaus Fleischmann (1940–2021), Architekt, Kunsthandwerker und bildender Künstler
- Claus Jürgen Diederichs (* 1941), Bauingenieur, Professor für Bauwirtschaft und Baumanagement
- Dagmar Kunze (1941–2023), Malerin, Grafikerin und Illustratorin
- Martin Hecker (* 1942), Diplomat und Botschafter
- Klaus-Ewald Holst (* 1943), Manager
- Ulrich Kallmeyer (* 1944), Manager
- Ehrenfried Kluckert (* 1944), Kunsthistoriker
- Ralf Siepmann (* 1945), Journalist, Moderator und Kommunikationsberater
- Gerd Schulz (* 1947), Funktionär der FDJ und Politiker (SED, PDS)
- Jelena Jakowlewna Solowei (* 1947), Schauspielerin
- Herbert Wagner (* 1948), Politiker (CDU), Oberbürgermeister von Dresden
- Adelheid Sandhof (* 1950), Malerin
- Rainer Ahrendt (* 1950), Architekt und Fotograf
- Hans-Dietrich Gronau (* 1951), Mathematiker
- Angelika Milster (* 1951), Sängerin
- Gunther Gerlach (* 1952), Bildhauer
- Ruth Zadek (* 1953), bildende Künstlerin und Stadträtin in Nürnberg
- Jürgen Roßmann (* 1954), Mathematiker und Hochschullehrer
- Thomas Böttger (* 1957), Komponist und Pianist
- Frank Hempel (* 1959), Politiker (SPD), MdB
- Andreas Grund (* 1960), Bürgermeister von Neustrelitz (parteilos)
- Rainer Ernst (* 1961), Fußballer
- Ulf Hoffmann (* 1961), Geräteturner
- Heike Weber (* 1962), Volleyball- und Beachvolleyballspielerin
- Gero Maaß (* 1964), Fußballspieler
- Thomas Müller (* 1965), Politiker
- Beate Schlupp (* 1965), Politikerin (CDU), Mitglied im Landtag von Mecklenburg-Vorpommern
- Axel Holst (* 1967), Schauspieler und Regisseur
- Jana Jürß (* 1970), Schriftstellerin
- Andreas Dittmer (* 1972), Olympiasieger im Kanurennsport
- Charly Hübner (* 1972), Schauspieler
- Jeannine Pflugradt (* 1973), Industriekauffrau und Politikerin (SPD), MdB
- Olaf Winter (* 1973), Olympiasieger im Kanurennsport
- René Nehring (* 1975), Journalist
- Arlette Stanschus (* 1975), Schauspielerin und Synchronsprecherin
- Jacqueline Svilarov (* 1975), Schauspielerin
- Katja Heinrich (* 1975), Schauspielerin
- Anna Kowaltschuk (* 1977), russische Schauspielerin
- Mark Frank (* 1977), Speerwerfer
- Vincent Kokert (* 1978), Politiker (CDU), Landesvorsitzender der CDU Mecklenburg-Vorpommern
- Silvio Witt (* 1978), Oberbürgermeister von Neubrandenburg
- Adriana Lettrari-Pietzcker (* 1979), Stiftungsmanagerin und Publizistin
- Sebastian Stietzel (* 1980), Unternehmer, Präsident der Industrie- und Handelskammer Berlin
- Felix Charin (* 1985), Filmregisseur, Drehbuchautor und Produzent
- Lucas Thiem (* 1991), Drehbuchautor, Hörspielautor und Regisseur
- Coach Bennet (* 1995), Rapper und Songwriter
- Alina Roß (* 2000), Voltigiererin

## Persönlichkeiten, die in Neustrelitz wirken oder gewirkt haben
- Christoph Julius Löwe (um 1690–um 1752), Baumeister, Gartenarchitekt
- Egmont von Chasot (1716–1797), Günstling, Intendant der Hofkapelle
- Carl Friedrich Christian Fasch (1736–1800), Konzertmeister in Neustrelitz, Gründer der Sing-Akademie in Berlin
- Bartolomeo Campagnoli (1751–1827), italienischer Violinist, Komponist und Dirigent der Klassik
- Christian Friedrich Ludwig Wildberg (1765–1850), Hofrat und Amtsarzt in Neustrelitz, Hochschullehrer in Berlin und Rostock[2][3]
- Christian Philipp Wolff (1772–1820), mecklenburg-strelitzscher Baumeister und Bildhauer
- Friedrich Wilhelm Dunckelberg (1773–1844), Landbaumeister, seit 1801 als Kammeringenieur in Neustrelitz tätig
- Andreas (Heinrich Johann Carl) Kämpffer (1784–1846), Superintendent, Direktor des Gymnasiums Carolinum
- Johann Friedrich Bahrdt (1789–1847), Dichter, Dramatiker und Herausgeber der Zeitschrift „Wendischer Bote“, bis 1831 Provisor in Neustrelitz
- Carl Ernst Laue (1790–1860), Hofmusiker und Instrumentenbauer, beherbergte Heinrich Schliemann 1833–1836
- Charlotte von Hobe (1792–1852), Schriftstellerin
- Friedrich Wilhelm Buttel (1796–1869), prägte als Architekt von 1821 bis 1869 das Stadtbild von Neustrelitz
- Karl August Görner (1806–1884), Direktor des Hoftheaters
- Adolf Glaßbrenner (1810–1876), Satiriker
- Hermann Flottmann (1812–1891), preußischer Landrat a. D., lebte zuletzt in Sophienhof (Neustrelitz)
- Karl Kraepelin d. Ä. (1817–1832),  Opernsänger, Reuter-Rezitator
- Carl Peters (1818–1891), Orgelbauer
- Heinrich Schliemann (1822–1890), berühmter Archäologe, ging 1833–1836 in Neustrelitz zur Schule
- Fedor von Rauch (1822–1892), Reise- und Hofstallmeister des Großherzogs Georg von Mecklenburg-Strelitz von 1852 bis 1860, später Oberstallmeister der deutschen Kaiser
- Jacob Hamburger (1826–1911), Rabbiner
- Barnim Grüneberg (1828–1907), Orgelbauer in Stettin, baute 1893 eine große Orgel für die Stadtkirche und wurde dafür zum Hoforgelbauer von Mecklenburg-Strelitz (formal)  ernannt
- Wilhelm von dem Knesebeck (1841–1935), Generalleutnant, lebte in Neustrelitz[4]
- Engelbert Humperdinck (1854–1921), Komponist der Spätromantik
- Hans Witte (1867–1945), Historiker, Archivdirektor
- Gerhard Tolzien (1870–1946), Landesbischof
- Paul von Bongardt (1871–1957), Intendant des Landestheaters 1928–1932
- Gustav Hass (1872–1932),  Marineoffizier, zuletzt Konteradmiral der Reichsmarine
- Jesco von Puttkamer (1876–1959), Soldat, Generalmajor a. D.
- Walter Karbe (1877–1956), Heimatforscher, Namensgeber des Karbe-Wagner-Archivs
- Roderich Hustaedt (1878–1958), Jurist, Staatsminister
- Walter Gotsmann (1891–1961), Maler und Naturschützer
- Bernhard Schwentner (1891–1944), katholischer Pfarrer
- Carl August Endler (1893–1957), Historiker, Archivdirektor
- Albert Krietsch (1897–1989), Musiker, Lehrer, Kantor
- Gerd Tolzien (1902–1992), Journalist und Schriftsteller
- Gerhard Bosinski (1911–1985), deutscher evangelischer Theologe, war ab 1959 Landessuperintendent in Neustrelitz
- Herbert Jobst (1915–1990), Schriftsteller
- Lisa Jobst (1920–2005), Lyrikerin
- Erwin Hemke (1932–2024), Kommunalpolitiker, Naturschützer und Heimatforscher
- Jupp Weindich (1932–2013), Intendant des Friedrich-Wolf-Theaters 1968–1991
- Max Landgraf (1933–2017), Fußballtorhüter, spielte und lebte ab 1963 in Neustrelitz
- Gerd Gombert (1935–1993), Maler
- Ibrahim Böhme (1944–1999), Politiker, arbeitete Ende der 1970er Jahre kurzzeitig als Dramaturg am Neustrelitzer Theater
- Joachim Lautenschläger (* 1944), Maler und Grafiker

- Simone Barrientos (* 1963), Politikerin, MdB (2017–2021), lebte von 1966 bis 1984 in Neustrelitz

- Johannes Arlt (* 1984), Generalstabsoffizier und Politiker